# Esels-Wolfsmilch
Die Esels-Wolfsmilch oder Scharfe Wolfsmilch (Euphorbia esula) ist eine Pflanzenart in der Gattung Wolfsmilch (Euphorbia). Etymologisch ist wohl nicht von Esel, sondern über lateinisch esula von keltisch esu „scharf“ abzuleiten.

## Beschreibung

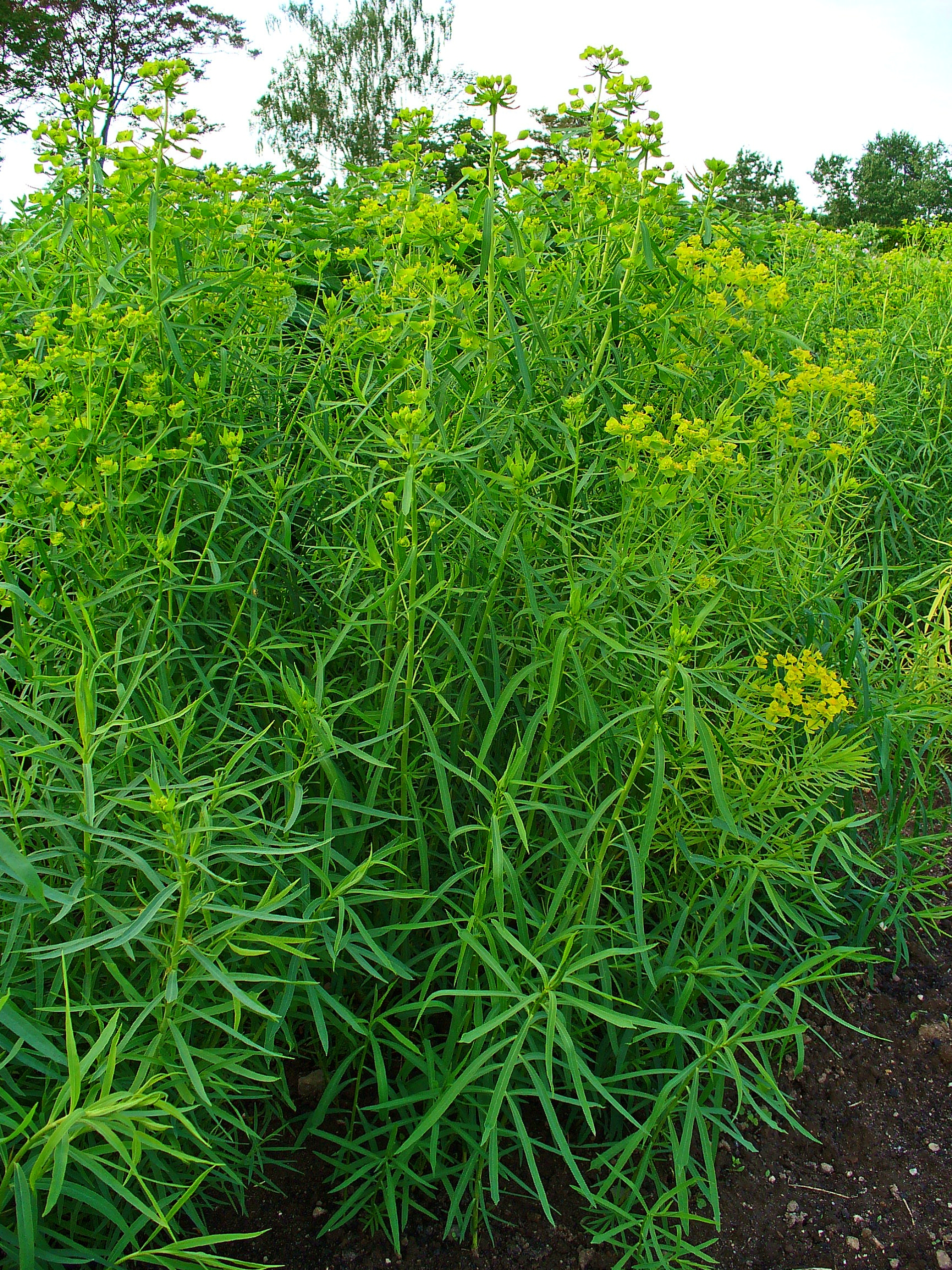
Habitus, Laubblätter und Blütenstände

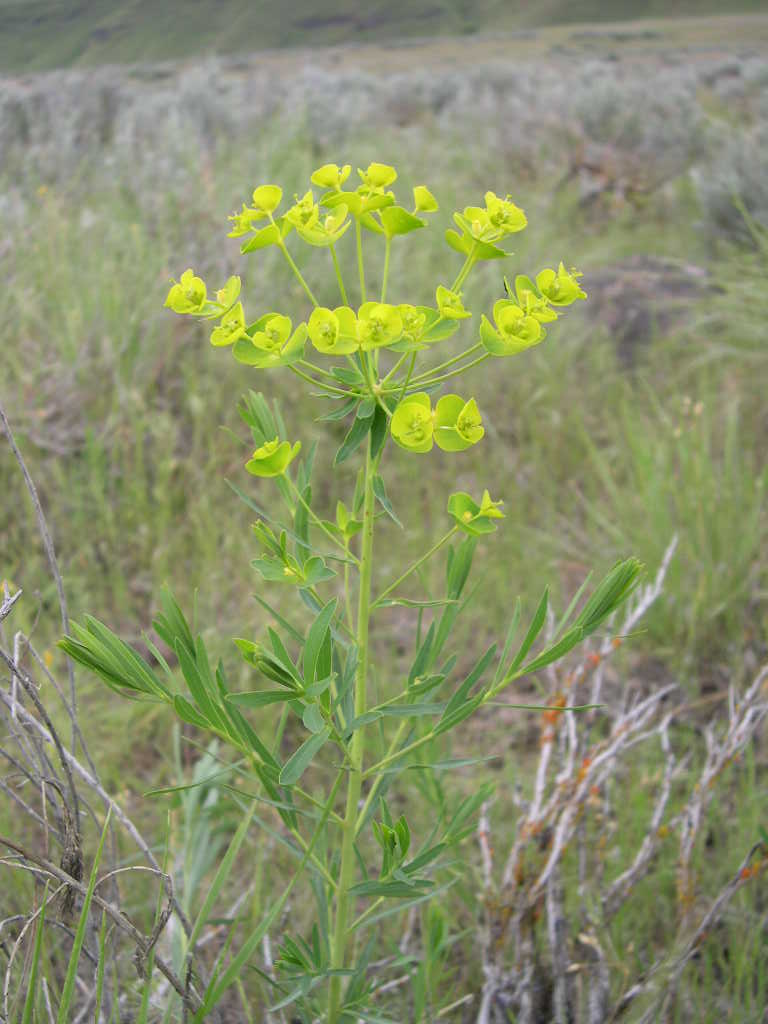
Blütenstand

### Vegetative Merkmale
Die Esels-Wolfsmilch ist eine ausdauernde krautige Pflanze, die Wuchshöhen von 30 bis 80 Zentimetern erreicht. Die Wurzeln reichen tief. Die Stängel sind aufrecht oder aufsteigend.
Die wechselständig angeordneten Laubblätter sind bei einer Länge von 30 bis 60 Millimetern sowie einer Breite von 3 bis 5, selten bis zu 8 Millimetern schmal-lanzettlich, über der Mitte meist am breitesten und sind zum Grund hin verschmälert. Nebenblätter fehlen stets.

### Generative Merkmale
Die Blütezeit reicht von Juni bis August. Die Endscheindolde ist vielstrahlig. Die Hochblätter sind frei und nicht verwachsen, ihre Farbe ist grün oder gelblich. Die Nektardrüsen sind mondsichelförmig oder zweihörnig.
Die Kapselfrucht ist fein punktiert und rau. Die Samen sind glatt.
Die Chromosomenzahl beträgt 2n = 60 oder 64.

## Ökologie
Die Esels-Wolfsmilch ist ein Hemikryptophyt und breitet sich über Wurzelsprosse aus.
Die Bestäubung erfolgt durch Zweiflügler (Diptera).

## Vorkommen
Euphorbia esula ist ein submeridionales bis boreales, kontinentales Florenelement. Sie ist in Eurasien verbreitet. In Mitteleuropa kommt sie zerstreut vor, in den Alpen fehlt sie. Im östlichen Österreich ist sie häufig, sonst zerstreut bis selten. In Südtirol nimmt sie stark zu, in Liechtenstein fehlt sie. In Dänemark ist sie ein Neophyt.
In Nordamerika ist sie seit dem 19. Jahrhundert ein Neophyt und wird in manchen Gebieten als invasive Art eingestuft. Euphorbia esula zählt zu den 100 gefährlichsten Neobiota weltweit.
Die Esels-Wolfsmilch wächst in Mitteleuropa in Wiesen, Weiden, auf Äckern, in Gebüschen, an Ufern und auf Ruderalstellen. Die Esels-Wolfsmilch gedeiht meist in frischen bis mäßig trockenen, nährstoffreichen, mehr oder weniger kalkhaltigen Böden. Sie steigt bis in die montane Höhenstufe. Euphorbia esula gedeiht in Pflanzengesellschaften der Verbände Agropyro-Rumicion, Mesobromion oder der Ordnung Onopordetalia, kommt aber auch in Pflanzengesellschaften der Klasse Trifolio-Geranietea vor.
Die ökologischen Zeigerwerte nach Landolt et al. 2010 sind in der Schweiz: Feuchtezahl F = 2+w (frisch aber mäßig wechselnd), Lichtzahl L = 4 (hell), Reaktionszahl R = 4 (neutral bis basisch), Temperaturzahl T = 4+ (warm-kollin), Nährstoffzahl N = 3 (mäßig nährstoffarm bis mäßig nährstoffreich), Kontinentalitätszahl K = 4 (subkontinental).

## Systematik und botanische Geschichte
Die Erstveröffentlichung von Euphorbia esula erfolgte 1753 durch Carl von Linné in Species Plantarum, Tomus I, Seite 461.
Je nach Autor gibt es Varietäten, Unterarten und ihre Hybride:
- Euphorbia esula var. cyparissioides Boiss.: Sie ist von der Ukraine und dem europäischen Russland bis zum nordöstlichen China verbreitet.[5]
- Euphorbia esula L. subsp. esula: Sie kommt in den gemäßigten Gebieten Eurasiens und auf den Azoren vor.[5]
- Euphorbia esula subsp. maglicensis (Rohlena) Govaerts, Frodin & Radcl.-Sm.: Dieser Endemit kommt nur in Montenegro vor.[5]

Nicht mehr hierher gehören:
- Schein-Ruten-Wolfsmilch (Euphorbia esula nothosubsp. pseudovirgata (Schur) Govaerts, Syn.: Euphorbia pseudovirgata (Schur) Soó): Sie wird als Synonym von Euphorbia virgata Waldst. & Kit. angesehen.[5]
- Ruten-Wolfsmilch (Euphorbia esula subsp. tommasiniana (Bertol.) Kuzmanov): Sie wird auch als eigene Art angesehen: Euphorbia tommasiniana Bertol. Dieser Endemit kommt nur im nordöstlichen Italien vor.[5]